# Grabówka (powiat częstochowski)
Grabówka – wieś w Polsce położona w województwie śląskim, w powiecie częstochowskim, w gminie Mykanów.
Do końca czerwca 1952 w powiecie radomszczańskim (woj. łódzkie), w gminie Kruszyna. 1 lipca 1952 włączona do gminy Cykarzew Stary w powiecie częstochowskim
W latach 1975–1998 miejscowość należała administracyjnie do województwa częstochowskiego.